# Cycówka (skała)
Cycówka – turnia w Dolinie Kobylańskiej na Wyżynie Ojcowskiej będącej częścią Wyżyny Krakowsko-Częstochowskiej. Znajduje się w lewych zboczach bocznego wąwozu będącego prawym odgałęzieniem Doliny Kobylańskiej, w miejscowości Będkowice, w gminie Wielka Wieś, powiecie krakowskim, województwie małopolskim. Wąwóz ten ma wylot naprzeciwko Dwoistej Turni. Cycówka znajduje się w nim zaraz po wschodniej stronie turni Piersiówka, nieco niżej.
Cycówka znajduje się w lesie, zaraz powyżej dna wąwozu i ma wysokość dochodzącą do 14 m. Zbudowana z wapieni skała ma połogie, pionowe lub przewieszone ściany. Występują w niej takie formacje skalne jak: komin, filar i zacięcie. Uprawiana jest na niej wspinaczka skalna. W marcu 2020 r. jest 12 dróg wspinaczkowych o trudności od III do VI.2+ w skali Kurtyki. 11 z nich ma zamontowane stałe punkty asekuracyjne: ringi (r), stanowiska zjazdowe (st) lub dwa ringi zjazdowe (drz).

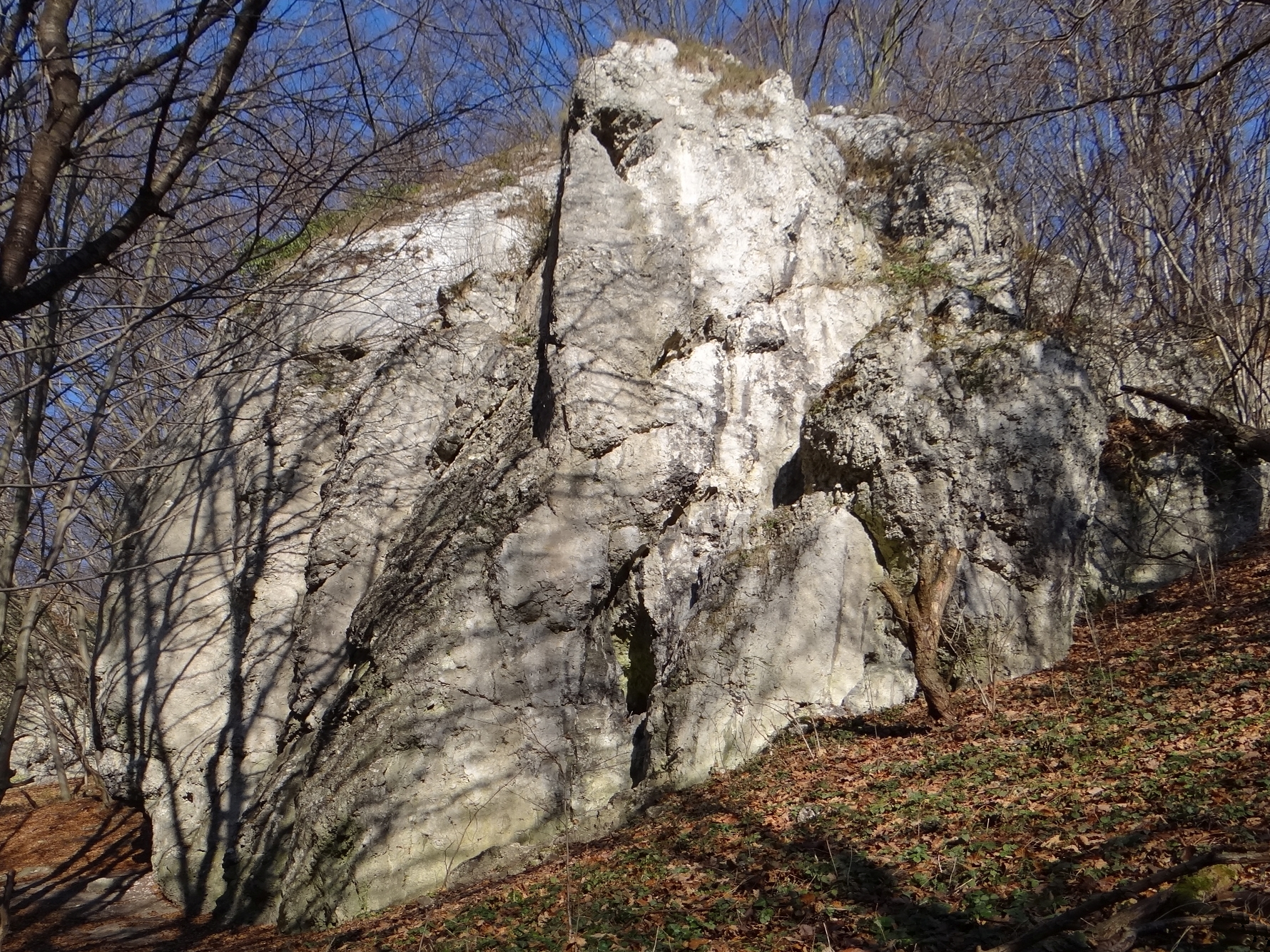
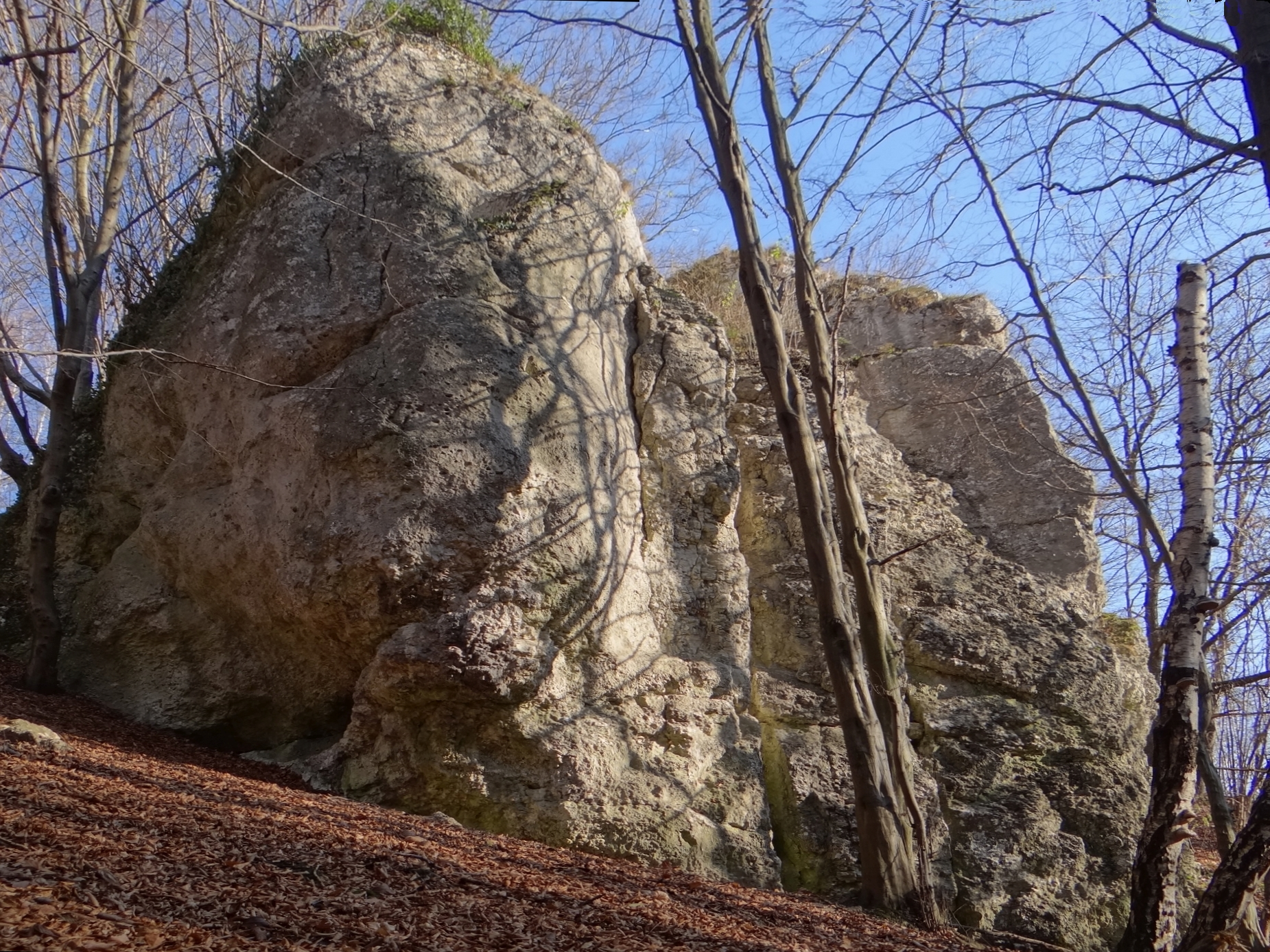
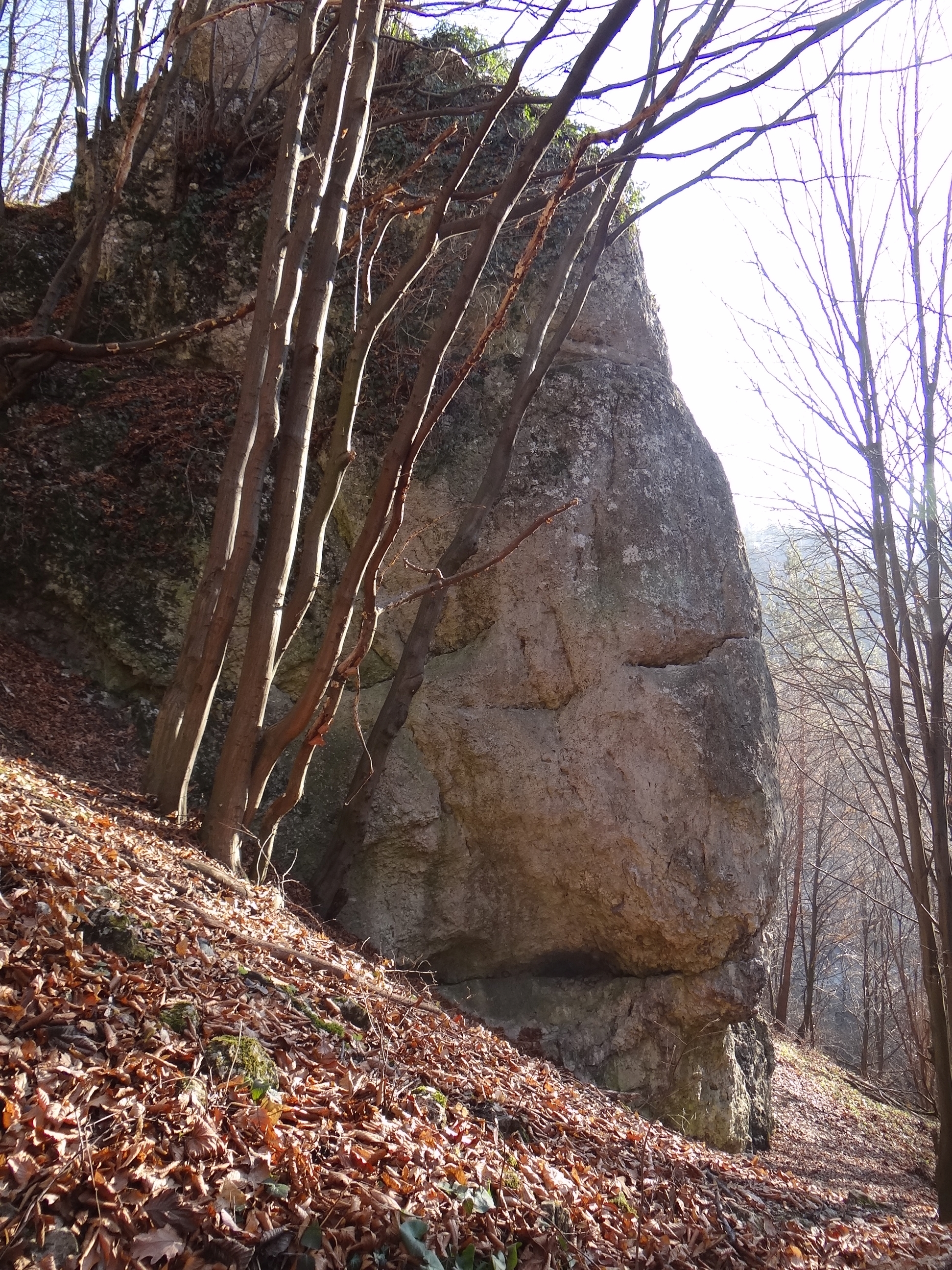

## Drogi wspinaczkowe
1. Koniom lżej; VI.1+, 3r + st, 10 m
2. Konie apokalipsy; VI.3+, 4r + st, 11 m
3. Stajnie Augiasza; VI.1+, VI.1+, 4r + st, 12 m
4. Prosta stajnia; VI.2, 4r + st, 12 m
5. Filar Cycówki; VI.2+, 4r + st, 12 m
6. Filar Cycówki; VI.2+, 2r, 12 m
7. Requiem dla gromady; VI.4, 4r + st, 12 m
8. Lewa rysa; VI-, st, 12 m
9. Środkowa rysa; IV, 4r + st, 12 m
10. Środkowy filarek; V, 4r + drz, 12 m
11. Prawa rysa; III, 4r + drz, 12 m
12. Big Cyc; V+, 5r + st, 15 m
13. Kocia sprawka; IV+, 5r + st, 15 m[3].